# Vô tận

Biểu tượng vô tận

Vô hạn, vô cực, vô tận (ký hiệu: ∞) là một khái niệm mô tả một cái gì đó mà không có bất kỳ giới hạn nào, hoặc một cái gì đó lớn hơn bất kỳ số tự nhiên nào. Các nhà triết học đã suy đoán về bản chất của vô hạn, ví dụ  Zeno xứ Elea, người đã đề xuất nhiều nghịch lý liên quan đến vô cực, và Eudoxus của Cnidus, người đã sử dụng ý tưởng về số lượng nhỏ vô hạn trong phương pháp cạn kiệt của mình. Ý tưởng này cũng là cơ sở của vi tích phân.
Vào cuối thế kỷ 19, Georg Cantor  đã giới thiệu và nghiên cứu các tập hợp vô hạn và số lượng vô hạn, hiện là một phần thiết yếu của nền tảng của toán học. Ví dụ, trong toán học hiện đại, một dòng thường được coi là các thiết lập của tất cả các điểm của nó, và số lượng vô hạn của chúng (các lực lượng của dòng) lớn hơn số lượng các số nguyên. Do đó, khái niệm toán học về vô cực tinh chỉnh và mở rộng khái niệm triết học cũ. Nó được sử dụng ở mọi nơi trong toán học, ngay cả trong các lĩnh vực như tổ hợp và lý thuyết số dường như không liên quan gì đến nó. Ví dụ, cách chứng minh của Định lý cuối cùng của Fermat sử dụng sự tồn tại của các tập hợp vô hạn rất lớn.
Khái niệm vô hạn cũng được sử dụng trong vật lý và các ngành khoa học khác.

## Lịch sử
Các nền văn hóa cổ đại có nhiều ý tưởng khác nhau về bản chất của vô cực. Người Ấn Độ và Hy Lạp cổ đại không định nghĩa sự vô hạn trong chủ nghĩa hình thức chính xác như toán học hiện đại, và thay vào đó tiếp cận vô cực như một khái niệm triết học.

### Hy Lạp cổ đại
Ý tưởng đầu tiên được ghi lại về sự vô hạn đến từ Anaximander, một triết gia Hy Lạp tiền Socrates sống ở Miletus. Ông đã sử dụng từ apeiron có nghĩa là vô hạn hoặc vô tận. Tuy nhiên, các tài khoản chứng thực sớm nhất về vô cực toán học đến từ Zeno xứ Elea (sinh ra k. 490 BCE), một triết gia Hy Lạp tiền Socrates ở miền nam nước Ý và là thành viên của trường phái Elea do Parmenides thành lập. Aristotle gọi ông là người phát minh ra phép biện chứng. Ông nổi tiếng với những nghịch lý của mình, được Bertrand Russell mô tả là "vô cùng tinh tế và sâu sắc".
Theo quan điểm truyền thống của Aristotle, người Hy Lạp thời Hellenic nói chung thường thích phân biệt vô cực tiềm năng với vô cực thực tế; ví dụ, thay vì nói rằng có vô số các số nguyên tố, Euclid thay vào đó thích nói rằng: có nhiều số nguyên tố hơn trong bất kỳ tập hợp các số nguyên tố nhất định nào.

### Ấn Độ cổ đại
Cuốn sách Jain về toán học Surya Prajnapti (thế kỷ thứ 4 đến thứ 3 TCN) phân loại tất cả các số thành ba tập hợp: đếm được, vô số, và vô hạn. Mỗi trong số này được chia thành ba loại:
- Vô số: thấp nhất, trung bình và cao nhất
- Không đếm được: gần như không đếm được, thực sự không đếm được, và vô số không đếm được
- Vô hạn: gần như vô hạn, thực sự vô hạn, vô hạn vô hạn

Trong tác phẩm này, hai loại số vô hạn cơ bản được phân biệt. Trên cả cơ sở vật chất và bản thể học, một sự khác biệt đã được tạo ra giữa asaṃkhyāta ("vô số, không đếm được") và ananta ("vô tận, không giới hạn"), giữa loại vô số bị giới hạn cứng nhắc và loại vô số giới hạn lỏng lẻo.

### Thế kỷ 17
Các nhà toán học châu Âu bắt đầu sử dụng các số và biểu thức vô hạn theo kiểu có hệ thống trong thế kỷ 17. Năm 1655, John Wallis lần đầu tiên sử dụng ký hiệu {\displaystyle \infty } cho một số như vậy trong De partibus conicis của mình và khai thác nó trong các tính toán diện tích bằng cách chia vùng thành các dải có chiều rộng vô hạn theo thứ tự {\displaystyle {\tfrac {1}{\infty }}.}  Nhưng trong Arithmetica infinitorum (1655), ông chỉ ra chuỗi vô hạn, các sản phẩm vô hạn và các phân số tiếp tục vô hạn bằng cách viết ra một vài thuật ngữ hoặc yếu tố và sau đó nối thêm "& c." Ví dụ: "1, 6, 12, 18, 24, & c." 
Năm 1699, Isaac Newton đã viết về các phương trình với thuật ngữ vô hạn trong tác phẩm De analysi per aequationes numero terminorum infinitas.

## Toán học
Hermann Weyl đã mở đầu một bài diễn thuyết về toán học-triết học vào năm 1930 với câu nói: "Toán học là môn khoa học của vô hạn".

### Biểu tượng vô cực
Biểu tượng vô cực {\displaystyle \infty } là một biểu tượng toán học đại diện cho khái niệm vô cực. Biểu tượng được mã hóa bằng Unicode tại  U+221E ∞ infinity (HTML &#8734; ·  &infin;) và trong LaTeX như \infty.
Nó được giới thiệu vào năm 1655 bởi John Wallis, và, kể từ khi được giới thiệu, nó cũng đã được sử dụng bên ngoài toán học trong chủ nghĩa thần bí hiện đại  và ký hiệu văn học.

### Giải tích
Leibniz, một trong những người đồng phát minh ra phép tính vi tích phân, đã suy đoán rộng rãi về số lượng vô hạn và việc sử dụng chúng trong toán học. Đối với Leibniz, cả số lượng vô hạn và số lượng vô hạn đều là những thực thể lý tưởng, không có cùng bản chất với số lượng đáng kể, nhưng được hưởng các tính chất tương tự theo Luật liên tục.

#### Giải tích thực
Trong giải tích thực, biểu tượng {\displaystyle \infty }, được gọi là "vô cực", được sử dụng để biểu thị một giới hạn không giới hạn. Ký hiệu {\displaystyle x\rightarrow \infty } có nghĩa là x tăng không giới hạn và {\displaystyle x\to -\infty } có nghĩa là   x giảm không giới hạn. Nếu f (t) ≥ 0 cho mọi t, thì 
- {\displaystyle \int _{a}^{b}f(t)\,dt=\infty } có nghĩa là f(t) không bị giới hạn trong khoảng nào từ {\displaystyle a} tới {\displaystyle b.}
- {\displaystyle \int _{-\infty }^{\infty }f(t)\,dt=\infty } nghĩa là tổng diện tích f(t) là vô hạn trong miền giới hạn.
- {\displaystyle \int _{-\infty }^{\infty }f(t)\,dt=a} nghĩa là tổng diện tích của f(t) trong miền giới hạn là hữu hạn, và bằng {\displaystyle a.}

Vô hạn cũng được sử dụng để mô tả chuỗi vô hạn:
- {\displaystyle \sum _{i=0}^{\infty }f(i)=a} nghĩa là tổng của chuỗi vô hạn này là hội tụ đến số thực {\displaystyle a.}
- {\displaystyle \sum _{i=0}^{\infty }f(i)=\infty } tổng của chuỗi vô hạn này là phân kỳ.[cần dẫn nguồn]